# Селище імені Карла Маркса (Владимирська область)
Селище імені Карла Маркса (рос. Посёлок имени Карла Маркса) — селище у Камєшковському районі Владимирської області Російської Федерації.
Входить до складу муніципального утворення Бризгаловське сільське поселення. Населення становить 1434 особи (2010).

## Історія
Населений пункт розташований на землях фіно-угорського народу мещери.
Від 1940 року належить до Камєшковського району. Спочатку у складі Івановської області, а від 1944 року — Владимирської області.
Згідно із законом від 11 травня 2005 року входить до складу муніципального утворення Бризгаловське сільське поселення.

## Населення
| 2002 | 2010  |
| ---- | ----- |
| 1619 | ↘1434 |